# Roel Adams
Roel Adams (Geleen, 5 augustus 1982) is een Nederlands voormalige handballer.

## Biografie
Adams begon met handballen bij Vlug en Lenig waar hij ook debuteerde in de eredivisie. Ook speelde Adams mee in de Best-of-Three-serie voor het landskampioenschap tegen Aalsmeer in 2002. Tevens won Adams zijn eerste Nederlandse landstitel met Vlug en Lenig in dit jaar. In 2005 verliet Adams Vlug en Lenig en ging spelen voor Initia Hasselt.
In 2008 verliet Adams Initia Hasselt om voor ASG Ahlen te spelen. Vervolgens in 2009 verliet hij na één seizoen ASG Ahlen om achtereenvolgens voor Stord Handboll, SVH Kassel, THSV Eisenach en Limburg Lions te spelen. Met Limburg Lions weet Adams weer de Nederlandse landstitel te behalen. Zowel in 2015 als 2016. Tevens in 2016 verkast Adams voor één seizoen weer naar Initia Hasselt, na dit seizoen keerde hij weer terug naar Limburg Lions. Op 25 juni 2020 maakte Adams bekent om te stoppen met zijn handbalcarrière.
Tevens was Adams Nederlands handbalinternational.

## Privé
Roel Adams heeft een broer die ook op op hoog niveau handbal speelt, namelijk Jasper Adams. Van 2018 tot 2020 speelden zij samen bij Limburg Lions.